# Štikla
Štikla (njem. Stöckelschuh) je vrsta obuće, koja podiže petu na razinu znatno višu od prstiju. Takve cipele nazivaju se štikle ili cipele s visokom petom. Štikle su vrlo popularne kod žena i mogu biti raznog oblika, raznih visina, boja, i materijala. Jedan od primjera muške obuće s visokom petom su kaubojske čizme s povišenom petom.
Štikla prema visini može biti: niska (manja od 2,5 cm), srednja (između 2,5 i 6 cm) ili visoka (preko 6 cm).

## Povijest
Neki oblici preteča cipela s visokom petom, postojali su u drevnom Egiptu, Grčkoj i Rimu. Npr. u Egiptu su cipele s potpeticom nosili zemljoradnici kojima su potpetice omogućavale potrebno upiranje za lakši hod po rahloj zemlji. Kod Grka siromašniji sloj ljudi uglavnom nije nosio nikakvu obuću, dok su među imućnima najraširenije bile sandale, kojih je bilo 20-ak vrsta. Otmjenije osobe nosile su kožnu cipelu do gležnja s povišenim drvenim potplatom (koturna, grčki kóthornos), koja je poslije poslužila kao preteča različitim vrstama cipela. Slične cipele s visokim potplatom uveo je Eshil za glumce u tragediji. Za razliku od Grka, Etruščani su nosili visoke cipele na vezanje, kojih su vrhovi bili zaokrenuti prema gore, ali su, pod grčkim utjecajem, prihvatili i sandale. 
Renesansa je donijela promjenu obuće. Umjesto obuće s dugim "nosevima", pojavila se obuća sa širokim nosom. Venecijanske ljepotice (Venecija je u to vrijeme bila gospodarica mode) bile su oduševljene visokim drvenim "postoljem", pretečom suvremene platforme. Odjeća tog vremena izgledala je glomazno i da bi izgledale što vitkije i elegantnije,  bilo je potrebno povećati visinu. Uz to, i ulice tog vremena bile su prljave i blatnjave. Hodanje na tim platformama bilo je krajnje zahtjevno. Poznati talijanski izumitelj Leonardo da Vinci stoga se primio posla i izradio vrlo udobnu konstrukciju koja podsjeća na suvremenu žensku štiklu. Dalje se razvoj štikle vezao uz jahanje.                                                                                                                                                                                                                                                                                        Cipele s visokom petom nastale u 15. stoljeću,  bile su potrebne da bi se noga lakše učvrstila u stremenu,                                                                                                                                                                                                                                                                                        zbog udobnijeg jahanja. Cipele bez pete skliznule bi pri dugom jahanju. Početkom 1500. godine, prvi put se pojavljuje peta visine 3 cm i naziva se jahaća peta. Podsjeća na današnji izgled kaubojske čizme. Ovakva je peta tijekom prva tri desetljeća upotrebe počela poprimati stilski oblik, pogotovo kod muške obuće, i bivati sve tanja i duža te se nije više koristila samo kod jahanja. S vremenom ovakva je cipela postala svakodnevna obuća na dvorovima. Krajem 16. stoljeća, muškarci su nosili štikle visine od 6 do 9 centimetara. 

Npr. Luj XIV. nikako se nije mogao pomiriti s činjenicom da je nizak, pa je za sebe dao izraditi cipele s potplatom i potpeticom od 4 centimetra te one postaju njegov zaštitni znak. 
Žena vojvode od Orleansa (kasnije francuskog kralja Henrika II.) Katarina de' Medici 1533. godine, zamolila je svog obućara, da joj načini lijepo oblikovane i visoke cipele, jer je bila vrlo niska. Obućar joj je napravio drvene cipele (eng. chopine) koje su imale platformu, ali je peta i pored platforme, bila viša od prstiju, i sama platforma se savijala na sredini tabana, prema prstima.
Visoke cipele vrlo brzo su postigle uspjeh u aristokratskim krugovima diljem Francuske i postale su dio svakodnevne mode u visokim krugovima. Preko brakova sklapanih između pripadnika kraljevskih obitelji diljem Europe, postale su popularne i izvan Francuske.  Europska ih je aristokracija početkom 17. stoljeća usvojila kao statusni simbol. Tadašnja logika je bila: samo netko tko nije morao raditi mogao se kretati u tako neprikladnoj obući. Jedno je vrijeme viša peta označavala i viši status u društvu.                                                                                                                                                                                                                                                                                       Ubrzo su dobile razne inačice od čizmi do sandala. Štikle su postale simbol pomodarstva, klasnog statusa i bogatstva.
Bile su izuzetno popularne tijekom 17. i 18. stoljeća.  U 17. st. moda se, pod utjecajem francuskoga dvora, promijenila. Javile su se cipele i čizme s petom (na francuskom dvoru bila je crvena), koja je katkad prelazila 35 cm. Cipele su mijenjale oblike, te naposljetku postale četvrtaste, s dugim jezikom, bogato ukrašene velikim kopčama (à la cavalière), dragim kamenjem, čipkom i mašnama. Po kiši su ispod cipela stavljane drvene klompe, kako bi odjeća bila što više iznad tla, a njihovi su potplati bili toliko debeli da su podsjećale na štule.                                                                                                                                                                                                                                                                                          Ubrzo nakon Francuske revolucije, štikle padaju u zaborav iz protesta, jer su predstavljale simbol aristokrata i buržujske klase. Nakon revolucije, u modi postaju popularne cipele s ravnim potplatom, da bi već sredinom 19. stoljeća štikle ponovo ušle u modu.
Zanimljivo je da se tek negdje oko 1850. godine počinje razlikovati lijeva i desna cipela, sve do tad većina je obućara izrađivala istu cipelu za obje noge.  Od polovice XIX. st. u modu su se vratile visoke potpetice i špic-vrhovi.
Godine 1936. ulaze u modu cipele s debelim plutenim potplatima, od 1947. opet su u modi bile lagane cipele u različitim bojama (new-look moda), 1950-ih moderne su bile niske i udobne cipele (model mokasina).
Šezdesetih i sedamdesetih godina 20. stoljeća, ravne cipele su prevladavale, da bi sredinom osamdesetih, štikle postale modni hit, zahvaljujući dolaskom supermodela, kao što su bile: Cindy Crawford, Claudia Schiffer, Naomi Campbell, Linda Evangelista i Jasmin Gauri, koje su na svim modnim revijama i naslovnicama modnih časopisa uglavnom nosile štikle. 
Danas se među kultne štikle ubrajaju one koje izrađuju Manolo Blahnik (manolice), Christian Louboutin, Jimmy Choo.                                                                                                                                                                                                                                                                                         
Prema društvenim normama, žene na radnim mjestima ne nose štikle s visokom petom. Štikle s višom petom obično se nose za večernje izlaske i proslave.  

## Štikle i zdravlje
Više znanstvenih studija dovodi probleme s kralježnicom, kao npr. skoliozu, u vezu s dugotrajnim hodanjem u štiklama. Ortopedi i neurokirurzi često govore, da se nošenjem štikli cijela tjelesna težina oslanja isključivo na prste, i pri tom nije ravnomjerno raspoređena preko cijelog stopala. Prsti su pod pritiskom i nakon dugog hodanja na štiklama, savijaju se i nabijaju u cipeli.
No postoje i istraživanja da potpetice ne štete koljenima. Znanstvenici sa Sveučilišta Warwick istraživanjem su otkrili da nošenje visokih peta umanjuje rizik od obolijevanja od artritisa. Rezultati istraživanja provedenog nad 111 žena u dobi od 50 do 70 godina upućuju na to da su problemima s koljenima više izložene žene koje svakodnevno hodaju u ravnoj obući od onih koje nose štikle. Ravne cipele mogu uzrokovati nepravilan hod u kojem hodamo prema unutra, bolove, ukočenost, kurje oči, upalu i artritis koljena, bolove u leđima.                                                                                                                                                                                                                                                                                         